# 森の中の三人のこびと

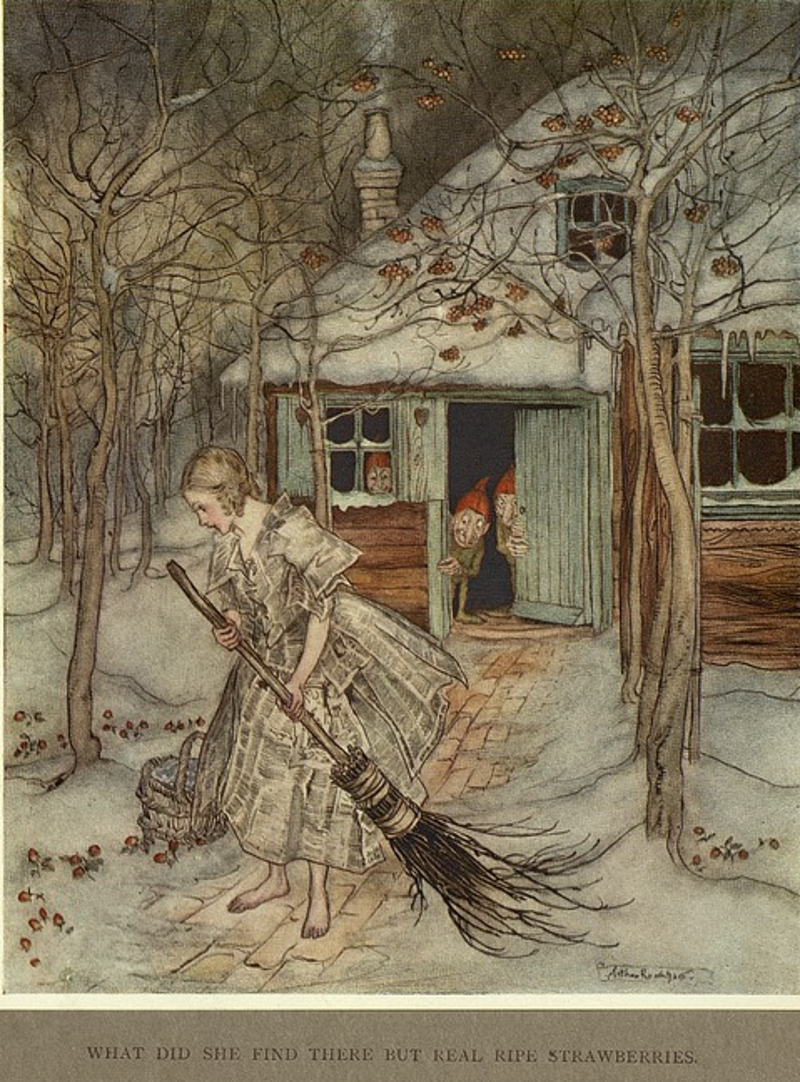
アーサー・ラッカムによる挿絵（1917年）

『森の中の三人のこびと』（もりのなかのさんにんのこびと）は、1812年にグリム兄弟によって採集されたドイツのおとぎ話である。(KHM #13)。
アンドルー・ラングは『あかいろの童話集』（1890年）にこの作品を収録している。また、同作の改作がルース・マニング・サンダースの『こびとの本』にみられる。
アールネ・トンプソンのタイプ・インデックスでは白い嫁と黒い嫁を指すtype 403Bであり、親切な娘と不親切な娘を指すtype 480も含まれている。

## 概要

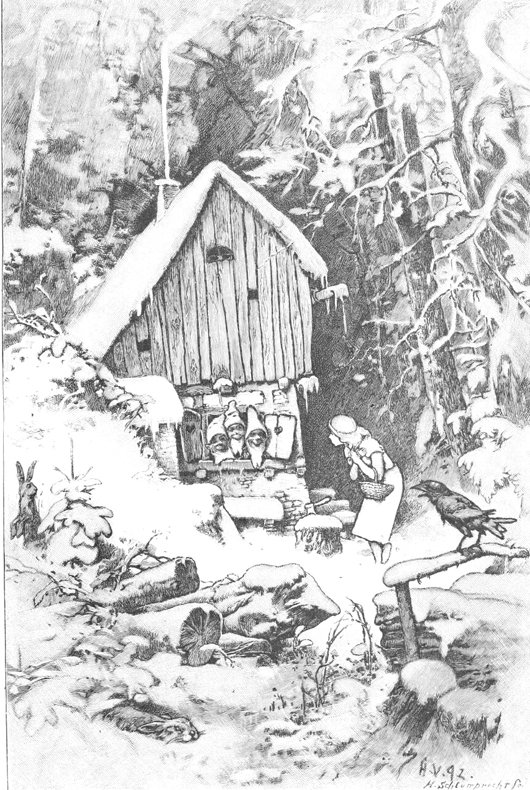
Hermann Vogelによる挿絵

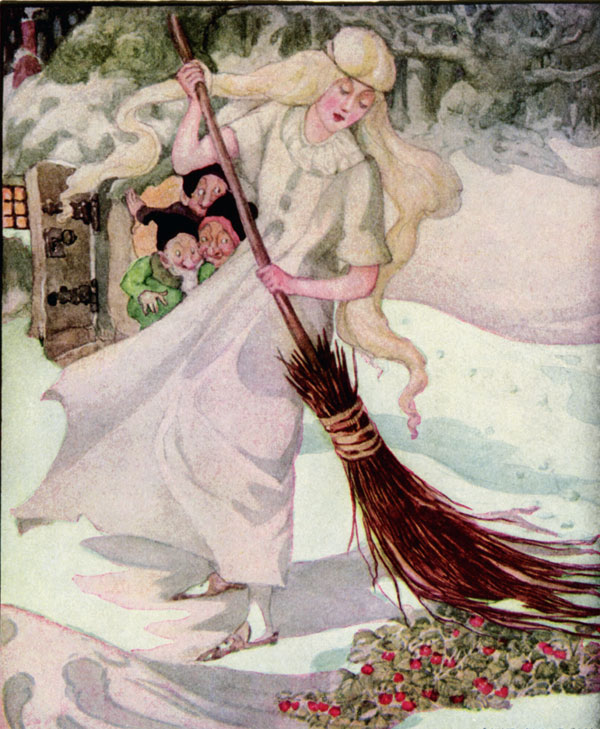
アン・アンダーソンによる挿絵

ある女が一人の娘を持つ独り身の男に結婚を申し出た。彼女は、自分の娘は水を飲み、水で身を洗う一方で、男の娘は常からワインを飲み、ミルクで身を洗うことになるだろうと言った。男は自分の娘に穴の空いた片足のブーツを渡し、納屋まで持って行きそれを水でいっぱいにするように言った。もし水がこぼれなければ、彼は再婚し、もし水がこぼれれば、再婚はしないつもりだった。水が穴を引っ張ったことでブーツからは水がこぼれず、男は再婚することとなった。
初日は、女は約束を守った。二日目、二人の娘は両者とも水を飲み、水で身を洗った。三日目以降は男方の娘は水を飲み、水で身を洗う一方、女方の娘はワインを飲み、ミルクで身を洗った。ある冬の日、継母は男方の娘に紙のドレスを着て森にいちごを探しにいくように言い、かちかちのパンをたった一切れ彼女に渡した。
娘は森の中で三人のこびとに出会った。彼女は彼らの家に入れて欲しいと丁寧に頼み、彼らはそれを承諾した。家の中で彼女は炉火のそばに座り、継母からもらったパンを食べ始めた。三人のこびとたちは「俺たちにもそれをくれよ。」と言い、親切な心を持つ彼女は三人にパンをやった。小さな男たちが彼女に、裏階段を掃除するように言ったので、彼女はそれに従った。すると――彼女のとても驚いたことと言ったら――彼女は探し求めていたいちごを見つけた。小さな男たちは彼女の親切さに報いることを望み、それぞれが希望を言った。一人は、彼女は日々より美しく育ってゆくべきだと宣言した。またもう一人は、彼女が話すたびに金のかたまりが彼女の口からこぼれ落ちるのがよいと宣言した。そして三人目は、王が彼女と結婚するだろうだと宣言した。
少女は家に帰ったが、いじわるな義理の姉妹に迎え入れられただけであった。まま姉妹は同じ幸運が自分にもふりかかることを望んだが、彼女の母は冷たい森の中へ娘をやることを許さなかった。しかし、彼女がしつこく言ったので、母は彼女に暖かな服と持ち運び用のおいしい食べ物をわたした。彼女は全く同じ小さな男たちに出会ったが、食べ物を分け与えることも、裏階段を掃除することも拒絶した。小さな男たちは彼女の傲慢さに罰を与えたることを望み、一人は、彼女は日々より醜く育ってゆくべきだと主張し、またもう一人は、彼女が話すたびにヒキガエルが彼女の口からこぼれおちるのがよいと主張し、三人目は彼女は惨めな死を遂げるだろうと主張した。
ある日、継母は編み糸をゆで、それをまま娘にわたし、川の氷を割ってゆすいでくるよう命令した。彼女がこれをしていると、ある王が彼女を見かけ、彼女が何をしているのか尋ねた。「私は貧しい少女で、編み糸をゆすいでいるのです。」王はその美しさに魅了され、彼女を連れて行き、自分と結婚させ、彼女を自らの王妃とした。一年とたたずにその若い王妃は息子を産んだ。いじわるな継母は彼女のもとを訪れたが、チャンスを得るや否や、継母とその実の娘は若い王妃を窓の外へ放り出し、川の中へ投げやった。そして継母は実の娘をまま娘の場所へとやった。継母は王に、王妃は熱があり、そのせいで金の欠片の代わりにヒキガエルが口から落ちてくるようになっているのだと言った。
しかし、1羽の鴨が城の中にやってきて、王、そして賓客であった義理の姉と母、赤ん坊の様子をたずねた。使用人は、彼らは眠っていると答えた。鴨はこれを聞くと、若い王妃である彼女自身の姿に変身した。彼女は自分の赤ん坊に乳をあたえに行き、そして鴨の姿に戻った。彼女はこれを二晩行った。三度目の晩、彼女は使用人に言って、入り口で王に、彼女の体の上で剣を三度振らせた。これによって彼女は再び人間の身体に戻った。王は彼女を、赤ん坊の洗礼式まで隠した。その後王は継母に、人を水の中に投げやる者には何がなされるべきかたずねた。継母は、そのような者は釘の詰まった木樽に入れられ、丘を転げ落ちて水に入っても足りないくらいだと言った。王は、継母とそのいじわるな娘が自らの運命を明示したのだと宣言した。そして彼女たちはその方法で処刑された。

## 構造
この物語は、しばしば一緒に見られる二つの連なり――たとえば、「魔法の花輪」、 または「けむくじゃらの花嫁」などで見られる――を組み合わせているが、その連なりは二つの別々の物語にもなりうる。
まず、親切な少女と薄情な少女の物語があり、そこには「ホレおばさん」、 「ダイアモンドとひきがえる」、「井戸の中の三つの頭」、「二つの棺」、「十二の月」、そして 「寒の太郎」といった変種も含まれる。文学的な変種としては「三人の妖精」と「オーロラとエイミー」が含まれる。
次に、結婚後に本当の花嫁の地位を奪おうとする継母（もしくは他の女性）というテーマは、結婚への障害は物語の一部であるが、その内容が違っているような物語―「ふしぎなかばの木」、「兄と妹」、「石の船の魔女」、「けむくじゃらの花嫁」、もしくは 「白いアヒル」―でもしばしば見られる。

## 影響
シャルル・ペローの「ダイアモンドとひきがえる」では、ヒロインがこの物語のヒロインと全く同じ褒美を受け取っていることから、この物語は「ダイアモンドとひきがえる」に影響されているようである。